# Erecteu

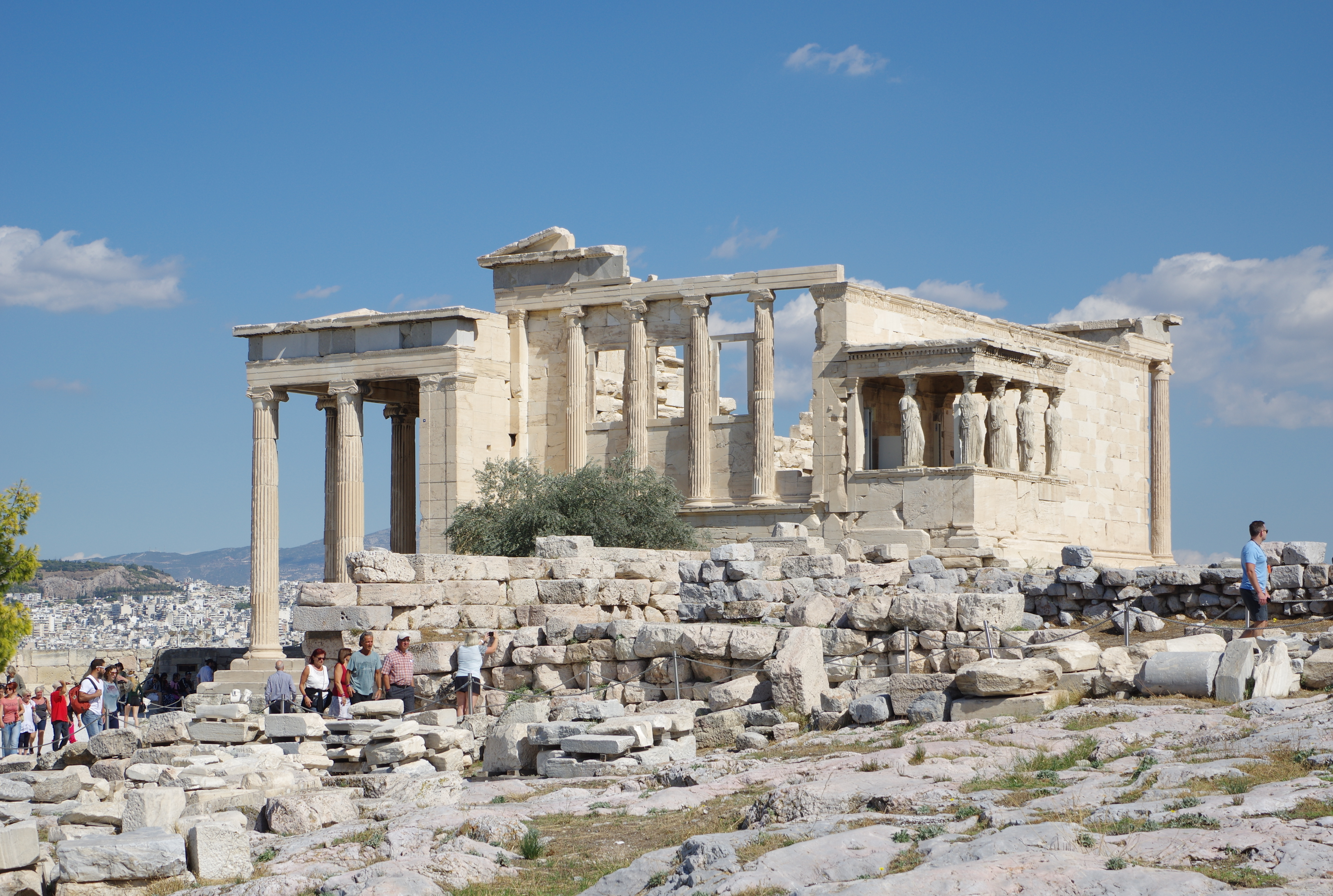
L'Erectèon a Atenes

Segons la mitologia grega, Erecteu (en grec antic Ἐρεχθεύς), va ser el primer rei d'Atenes, fill de Pandíon i de Zeuxipe, i germà, per tant, de Butes, Procne i Filomela.
Una tradició diu, però, que va arribar a l'Àtica des d'Egipte durant un període de fam que va assolar aquella part de Grècia. Erecteu hauria importat blat i hauria introduït el seu conreu al país, cosa que va fer que els habitants de l'Àtica li oferissin el tron de la ciutat.
Quan va morir Pandíon, Erecteu i Butes es van repartir l'herència. El primer va ser rei d'Atenes. El segon va ser el sacerdot de les dues divinitats de la ciutat: Atena i Posidó.
Erecteu es va casar amb Praxítea, filla del déu-riu Cefis. Amb ella va tenir nombrosos fills. Entre els barons, Cècrops, Pandor, Mecíon, i segons alguns, a més, Alcó, Orneu, Tespi i Eupàlam. Entre les noies hi havia Protogènia, Pandora, Procris, Creüsa, Ctònia, Oritia i Mèrope.
Quan hi va haver una guerra entre els atenesos i els habitants d'Eleusis, els darrers tenien com a aliat el traci Eumolp, fill de Posidó i de Quíone. Erecteu va anar a preguntar a l'oracle de Delfos què havia de fer per a aconseguir la victòria, i l'oracle li va contestar que havia de sacrificar una de les seves filles. De tornada a Atenes, va sacrificar Ctònia, o segons altres, Protogènia. Però les germanes de la víctima havien acordat no continuar vivint si moria, i es van suïcidar, sacrificant-se per la seva pàtria. Erecteu i els atenesos van guanyar la guerra, i Eumolp va caure ferit en el combat i va morir. Però Posidó, irritat per la mort del seu fill, va aconseguir que Zeus fulminés Erecteu.
Va ser divinitzat i se li va erigir l'Erectèon en aquesta ciutat. El mite li atribuïx moltes aventures, entre aquestes la victòria sobre Eleusis. Se li atribuïx també la introducció del culte d'Atena a Atenes, la fundació de les panatenees i la introducció del cultiu del blat.